# Lopaphus buegersi
Lopaphus buegersi är en insektsart som beskrevs av Günther 1929. Lopaphus buegersi ingår i släktet Lopaphus och familjen Diapheromeridae. Inga underarter finns listade i Catalogue of Life.